# Verdikoussa
Verdikoussa  este un oraș în Grecia în prefectura Larisa.